# 利岑巴赫河
52°17′16″N 12°21′57″E / 52.28764°N 12.36587°E

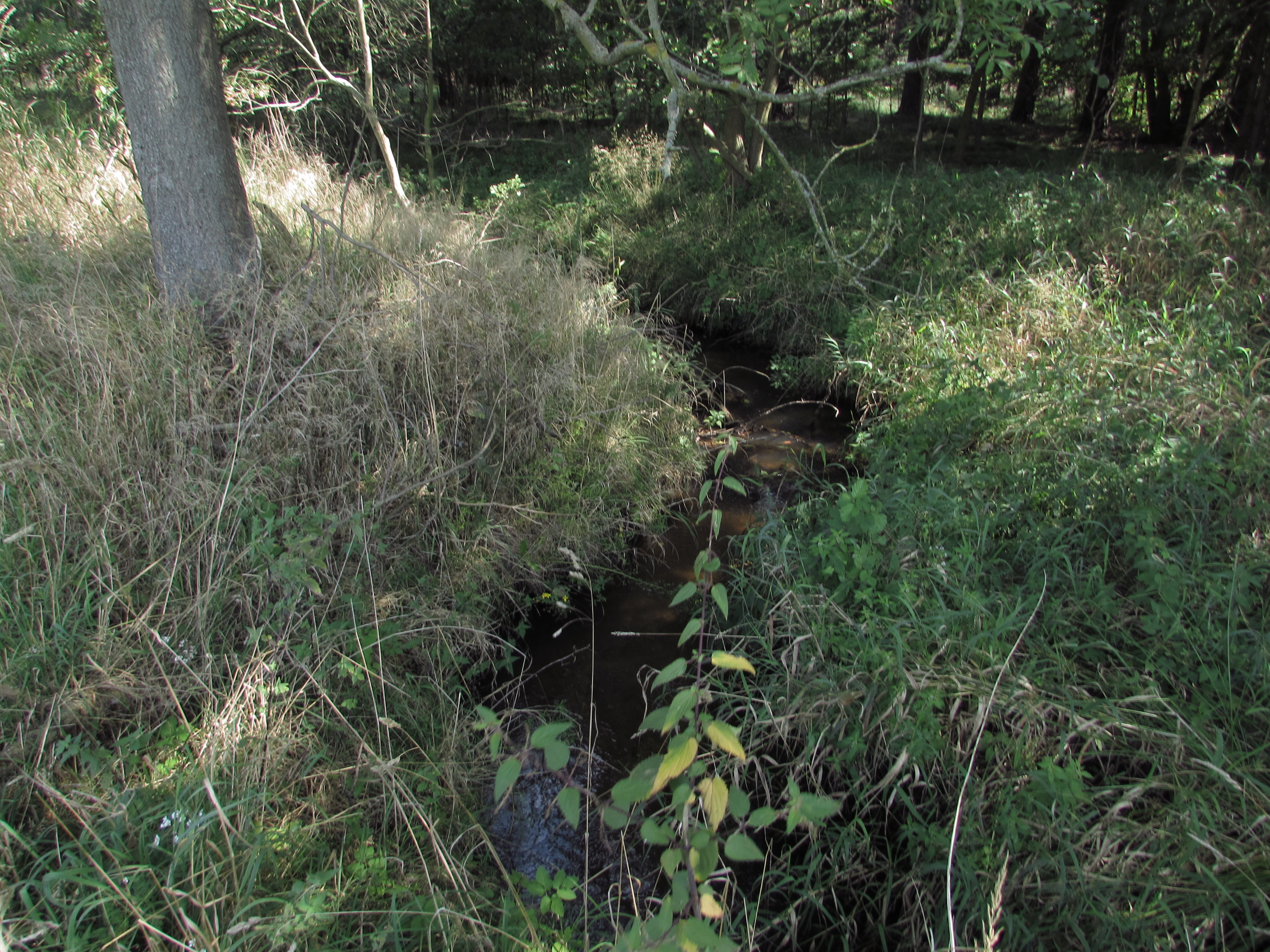
利岑巴赫河

利岑巴赫河（德語：Litzenbach），是德國的河流，位於該國東北部，由勃蘭登堡州負責管轄，屬於施特雷彭巴赫河的支流，河道全長6.8公里，流域面積11.9平方公里。